# Col (langue)
Pour les articles homonymes, voir Col.
Le col (prononcé t͡ʃol) est une langue d'Indonésie parlée dans la province de Sumatra du Sud. Au nombre de 145 000 (2000), ses locuteurs habitant les régions de Lubuklinggau et Muaraklingi.
Le col est une forme de malais. Il appartient au groupe des langues malaïques des langues malayo-polynésiennes dans la famille des langues austronésiennes.